# Rádio Carioca
Rádio Carioca é uma emissora de rádio brasileira da cidade do Rio de Janeiro. Criada em 1959, opera na frequência 710 kHz em AM. Entre 2009 e 2020, usava o nome-fantasia de Rádio Sucesso. Hoje, ainda pertence à Rede Sucesso, apesar de não repetir a programação da rede.

## História
Foi fundada oficialmente no dia 29 de março de 1959, após operar por dois meses em fase experimental. Na época, Júlio de Queiroz, diretor de programação da Rádio Carioca, disse à Revista do Rádio  que a emissora tinha como objetivo oferecer música e cobertura local:
| “ | Não pretendemos fazer nenhuma revolução no rádio brasileiro. A Rádio Carioca, cujo principal objetivo é fazer uma boa cobertura local, tem a sua programação baseada em música e notícias, com apenas um anúncio comercial por intervalo. A parte musical é rigorosamente controlada por profissionais competentes e as gravações só são executadas depois de comprovada a qualidade técnica e artística. Todos os discos foram e continuarão sendo adquiridos no balcão. Não manteremos permutas com fábricas gravadoras para evitar que a emissora divugue músicas de má qualidade | ” |

Nesse mesmo ano, José Messias assumia a direção artística da rádio. O profissional também apresentava programas na emissora.
Em 1982, os padres e irmãos paulinos, da Igreja Católica, adquiriram a emissora. Em 1985, a Rádio Carioca estreou uma programação baseadas em sucessos antigos, como o rockabilly dos anos 1950, canções da Jovem Guarda, músicas da Motown e canções italianas, tendo boa resposta na audiência.
A emissora foi parceira da Rádio América, sendo integrante da Rede Paulus Sat. Além da programação local, a emissora retransmitia o programa apresentado por Padre Marcelo Rossi durante a década de 1990. Na época, oscilava entre o segundo e o terceiro lugares nas rádios AM do Rio de Janeiro.
Com o fim da Paulus Sat após a Rádio América se integrar à Rádio Canção Nova, passou a transmitir a Rádio Aparecida, em 2006, com programação eclética de orientação católica.
Em maio de 2009 foi vendida à Rede Sucesso de Rádio. A emissora chegou a ter programação local, mesclando com as atrações geradas de sua matriz em Goiânia.
Em 2012, voltou a retransmitir durante a noite/madrugada, 20 horas às 5 horas a programação da Rádio Aparecida. Durante a década de 2010, também alugou horários para outros programas religiosos.
Em agosto de 2020, a emissora voltou a se identificar como Rádio Carioca. Em 2021, foi anunciado que a emissora passaria a integrar a Rede Sucesso News, projeto no formato jornalístico/adulto-contemporâneo da Rede Sucesso de rádios. No entanto, o lançamento da rede contemplou apenas as praças de Goiânia e Brasília, e a grade da Rádio Carioca continuou no ar.